# Liste der Straßen, Plätze und Brücken in Hamburg-Bergedorf

Lage von Bergedorf in Hamburg und im Bezirk Bergedorf (hellrot)

Die Liste der Straßen, Plätze und Brücken in Hamburg-Bergedorf ist eine Übersicht der im Hamburger Stadtteil Bergedorf vorhandenen Straßen, Plätze und Brücken. Sie ist Teil der Liste der Verkehrsflächen in Hamburg.

## Überblick
In Bergedorf (Ortsteilnummern 602 und 603) leben 37573 Einwohner (Stand: 31. Dezember 2023) auf 10,3 km². Bergedorf liegt in den Postleitzahlenbereichen 21029, 21033, 21035 und 21039.
In Bergedorf gibt es 196 benannte Verkehrsflächen, darunter sechs Plätze und 12 Brücken.
Um die Nettelnburger Straße herum liegt eine Motivgruppe mit Hamburger Architekten des frühen 20. Jahrhunderts (siehe Spalte „Anmerkungen“).

## Übersicht der Straßen
Die nachfolgende Tabelle gibt eine Übersicht über alle benannten Verkehrsflächen – Straßen, Plätze und Brücken – im Stadtteil sowie einige dazugehörige Informationen. Im Einzelnen sind dies:
- Name/Lage: aktuelle Bezeichnung der Straße, des Platzes oder der Brücke. Über den Link (Lage) kann die Straße, der Platz oder die Brücke auf verschiedenen Kartendiensten angezeigt werden. Die Geoposition gibt dabei ungefähr die Mitte an. Bei längeren Straßen, die durch zwei oder mehr Stadtteile führen, kann es daher sein, dass die Koordinate in einem anderen Stadtteil liegt.
- Straßenschlüssel: amtlicher Straßenschlüssel, bestehend aus einem Buchstaben (Anfangsbuchstabe der Straße, des Platzes oder der Brücke) und einer dreistelligen Nummer.
- Länge/Maße in Metern:
Hinweis: Die in der Übersicht enthaltenen Längenangaben sind nach mathematischen Regeln auf- oder abgerundete Übersichtswerte, die im Digitalen Atlas Nord[1] mit dem dortigen Maßstab ermittelt wurden. Sie dienen eher Vergleichszwecken und werden, sofern amtliche Werte bekannt sind, ausgetauscht und gesondert gekennzeichnet.
Bei Plätzen sind die Maße in der Form a × b bei rechteckigen Anlagen oder a × b × c bei dreiecksförmigen Anlagen mit a als längster Kante dargestellt.
Der Zusatz (im Stadtteil) gibt an, wie lang die Straße innerhalb des Stadtteils ist, sofern sie durch mehrere Stadtteile verläuft.
- Namensherkunft: Ursprung oder Bezug des Namens.
- Datum der Benennung: Jahr der offiziellen Benennung oder der Ersterwähnung eines Namens, bei Unsicherheiten auch die Angabe eines Zeitraums.
- Anmerkungen: Weitere Informationen bezüglich anliegender Institutionen, der Geschichte der Straße, historischer Bezeichnungen, Baudenkmale usw.
- Bild: Foto der Straße oder eines anliegenden Objektes.

| Name/Lage                               | Straßen- schlüssel | Länge/Maße (in Metern) | Namensherkunft | Datum der Benennung             | Anmerkungen | Bild                                   |
| --------------------------------------- | ------------------ | ---------------------- | --- | ------------------------------- | --- | -------------------------------------- |
| Achter de Kark (Lage)                   | A604               | 0370                   | nach der Lage bei der Bugenhagenkirche | 1979                            | niederdeutsch Achter de Kark = Hinter der Kirche | Achter de Kark                         |
| Achterdwars (Lage)                      | A014               | 0275                   | nach einem Flurnamen | 1949                            | niederdeutsch achter = hinter, dwars = quer | Achterdwars                            |
| Achterschlag (Lage)                     | A022               | 0775 (im Stadtteil)    | nach der Bezeichnung für ein Stück (Schlag) Land außerhalb eines Ortes                                                                                                  | 1924                            | bereits 1302 Erwähnung als „erster Schlag“ oder „Hinterschlag“ (ndt. achter = hinter); zwischen Eschenhofweg und Curslacker Heerweg östliche Straßenhälfte in Curslack, westliche Hälfte in Bergedorf; südlich vom Curslacker Heerweg komplett in Curslack, nördlich vom Eschenhofweg in Bergedorf | Achterschlag                           |
| Albert-Gebel-Straße (Lage)              | A724               | 0400                   | Albert Gebel (1861–1914), SPD-Politiker | 2009                            | Gebel war 1890 Mitbegründer des Bergedorfer Ortsverbandes der SPD, außerdem Mitinhaber einer Glasfabrik am Weidenbaumsweg. | Albert Gebel-Straße                    |
| Alte Holstenstraße (Lage)               | A124               | 0325 (im Stadtteil)    | nach der ehemaligen Holstenstraße; die Benennung erfolgte aus historischen Gründen, um den Namen zu erhalten                                                            | 1949                            | nördlich des Bergedorfer Bahnhofs in Lohbrügge | Alte Holstenstraße                     |
| Am Bahnhof (Lage)                       | A189               | 0120                   | nach der Lage am Bergedorfer Bahnhof | 1887                            | | Am Bahnhof                             |
| Am Baum (Lage)                          | A191               | 0525                   | nach dem Flurnamen „Beym Baum“, der einen damaligen Schlagbaum am Beginn der Straße meint                                                                               | 1887                            | | Am Baum                                |
| Ambergstraße (Lage)                     | A373               | 0165                   | als Ableitung von „Am Berg“ nach der Lage an einem Hang | vor 1936                        | | Ambergstraße                           |
| Am Brink (Lage)                         | A204               | 0115                   | nach dem so genannten Brinksitz | vor 1837                        | Der Brink oder Brinksitz war ein Platz vor einem Ort, an dem Zugewanderte Wohnungen hatten. | Am Brink                               |
| Ameisweg (Lage)                         | A606               | 0175                   | Otto Ameis (1881–1958), Architekt | 1979                            | Motivgruppe: „Hamburger Architekten des frühen 20. Jahrhunderts“ | Ameisweg                               |
| Am Güterbahnhof (Lage)                  | A239               | 0280                   | nach der Lage | 1933                            | | Am Güterbahnhof                        |
| Am Hohen Stege (Lage)                   | A251               | 0160                   | nach einem alten Steg über die Brookwettern zum Curslacker Deich | 1936                            | | Am Hohen Stege                         |
| Am Pool (Lage)                          | A311               | 0195                   | nach einem Flurnamen | 1949                            | Pohl = Pfuhl, sumpfiges Gelände, gemeint sein kann aber auch ein (Dorf-)Teich; vor 1949: Deichstraße. | Am Pool                                |
| Am Schiffwasser (Lage)                  | A329               | 0100                   | nach der Lage am Schiffwasser, einem Seitenarm des Schleusengrabens | 1958                            | | Am Schiffwasser                        |
| Am Schilfpark (Lage)                    | A756               | 0595                   | nach der Lage | 2017                            | | Am Schilfpark                          |
| Am Schleusengraben (Lage)               | A700               | 0195 (im Stadtteil)    | nach der Lage beim Schleusengraben | 2003                            | südlicher Teil in Curslack | Am Schleusengraben                     |
| An der Pollhofsbrücke (Lage)            | A411               | 0085                   | nach der Lage | 1928                            | Die Pollhofsbrücke überquert kurz vor dem Brookdeich die Alte Brookwetterung. | An der Pollhofsbrücke                  |
| An der Sternwarte (Lage)                | A417               | 0340                   | nach der Lage an der Hamburger Sternwarte | 1927                            | | An der Sternwarte                      |
| Arndtweg (Lage)                         | A463               | 0120                   | Ernst Moritz Arndt (1769–1860), Schriftsteller | 1927                            | Fuß- und Radweg | Arndtweg                               |
| Arnoldistieg (Lage)                     | A474               | 0105                   | nach der Familie Arnoldi, die sich um Bergedorf verdient gemacht hat, insbesondere dem Bergedorfer Amtsschreiber Jochim Arnoldi († 1694)                                | 1949                            | vor 1949: Rosenstraße | Arnoldistieg                           |
| Ascherring (Lage)                       | A605               | 0280                   | Felix Ascher (1883–1952), Architekt | 1979                            | Motivgruppe: „Hamburger Architekten des frühen 20. Jahrhunderts“ | Ascherring                             |
| Auf der Bojewiese (Lage)                | A509               | 0080 (im Stadtteil)    | abgeleitet vom Vorbesitzer des Geländes, nach Beckershaus Ludwig Boy, nach Hanke Ludolf Boy                                                                             | 1921                            | nördlich der Bille in Lohbrügge, südlich der Bille östliche Straßenhälfte in Bergedorf, westliche Hälfte in Billwerder | Auf der Bojewiese (Billwerder)         |
| Augustastraße (Lage)                    | A519               | 0160                   | nach der Ehefrau eines Geländevorbesitzers | 1936                            | | Augustastraße                          |
| August-Bebel-Straße (Lage)              | A515               | 2350                   | August Bebel (1840–1913), Politiker und Mitbegründer der Sozialdemokratie                                                                                               | 1927                            | Ebenfalls nach Bebel sind die Bebelallee in Winterhude und Alsterdorf und der August-Bebel-Park in St. Georg benannt. Zur Zeit des Nationalsozialismus hieß die Straße teilweise Hitlerstraße. | August-Bebel-Straße                    |
| Baedekerbogen (Lage)                    | B806               | 0220                   | Walther Baedeker (1880–1959), Architekt | 1979                            | Motivgruppe: „Hamburger Architekten des frühen 20. Jahrhunderts“ | Baedekerbogen                          |
| Benselweg (Lage)                        | B807               | 0225                   | Carl Bensel (1878–1949), Architekt | 1979                            | Motivgruppe: „Hamburger Architekten des frühen 20. Jahrhunderts“ | Benselweg                              |
| Bergedorfer Markt (Lage)                | B252               | 0045 × 40× 20          | nach der Funktion im Stadtteil | 1949                            | | Bergedorfer Markt                      |
| Bergedorfer Schloßstraße (Lage)         | B253               | 0350                   | nach der Funktion im Stadtteil zum Bergedorfer Schloss führend | 1949                            | | Bergedorfer Schloßstraße               |
| Bergedorfer Straße (Lage)               | B255               | 0915 (im Stadtteil)    | Hamburger Stadtteil Bergedorf | 1954                            | Westlich der Bahnbrücke bis Schurzallee-Nord in Hamm, östlich davon bis etwa Mitte der parallel verlaufenden Kolumbusstraße in Horn, von da ab in Billstedt, östlich der Anschlussstelle Billstedt der A 1 in Lohbrügge, dabei bis etwa Höhe Abzweigung Am Langberg Grundstücke auf der nördlichen Seite noch in Billstedt; südöstlich der Kurt-A.-Körber-Chaussee dann in Bergedorf, Grundstücke auf der Westseite zwischen Sander Damm und Kurt-A.-Körber Chaussee bereits in Bergedorf. | Bergedorfer Straße                     |
| Billgrabendeich (Lage)                  | B320               | 0860                   | nach einer Flurbezeichnung | 1955                            | | Billgrabendeich                        |
| Billwerder Billdeich (Lage)             | B337               | 1055 (im Stadtteil)    | nach Lage und Funktion im Stadtteil entlang der Bille | vor 1899                        | westlich der Einmündung Auf der Bojewiese in Billwerder | Billwerder Billdeich (Bergedorf)       |
| Bleichertwiete (Lage)                   | B397               | 0195                   | nach der Funktion zur ehemaligen Bleicherkate am Billbrookdeich führend                                                                                                 | 1936                            | Die Straße selber ist seit 1620 nachgewiesen. | Bleichertwiete                         |
| Blockweg (Lage)                         | B808               | 0070                   | Fritz Block (1889–1955), Architekt | 1979                            | Motivgruppe: „Hamburger Architekten des frühen 20. Jahrhunderts“ | Blockweg                               |
| Bojewiesenbrücke (Lage)                 | –                  | 0005 (im Stadtteil)    | in Anlehnung an die Straße Auf der Bojewiese | 1961                            | überquert im Zuge der Straße Auf der Bojewiese die Bille; nördlicher Brückenteil in Lohbrügge, südwestlicher Teil in Billwerder, südöstlicher Teil in Bergedorf | Bojewiesenbrücke                       |
| Boldtstraße (Lage)                      | B155               | 0435                   | Carl Boldt (1887–1945), Maschinist, kommunistischer Widerstandskämpfer gegen den Nationalsozialismus                                                                    | 1949                            | vor 1949: Ellernweg | Boldtstraße                            |
| Brookdamm (Lage)                        | B856               | 0155                   | in Anlehnung an den Brookdeich | 1991                            | | Brookdamm                              |
| Brookdeich (Lage)                       | B619               | 3765 (im Stadtteil)    | nach der Lage an der Brookwetterung | nicht bekannt                   | südliche Straßenhälfte zwischen Holtenklinker Brücke und Hausnummer 392 in Curslack; ab Hausnummer 394 südliche Straßenhälfte in Altengamme, ansonsten in Bergedorf | Brookdeich                             |
| Brookkehre (Lage)                       | B855               | 0670                   | in Anlehnung an den Brookdeich | 1991                            | | Brookkehre                             |
| Brookstraße (Lage)                      | B621               | 0155                   | nach der Funktion zum Brookdeich führend | vor 1926                        | | Brookstraße                            |
| Bult (Lage)                             | B702               | 0150                   | lt. Beckershaus nach einer volkstümlichen Bezeichnung, lt. Hanke nach dem Flurnamen „Auf der Bult“ oder „In der Bult“                                                   | 1947                            | „Bult“ meint eine Anhöhe oder Erhebung; vor 1947 zunächst Immelmannstraße, später Schulstraße | Bult                                   |
| Chrysanderstraße (Lage)                 | C031               | 1795                   | Friedrich Chrysander (1826–1901), Musikwissenschaftler | 1949                            | Vor 1949: Brauerstraße | Chrysanderstraße                       |
| Corthumstraße (Lage)                    | C056               | 0250                   | nach der Familie Corthum | 1949                            | Die Corthums stellten von 1563 bis 1704 durch drei Generationen hindurch Pastoren und Bürgermeister in Bergedorf. Vor 1949: Freiligrathstraße | Corthumstraße                          |
| Curslacker Heerweg (Lage)               | C068               | 1100 (im Stadtteil)    | Hamburger Stadtteil Curslack | 1948                            | ab Holtenklinker Brücke südlich in Curslack, ebenso die östliche Straßenhälfte zwischen Brookdeich und Achterschlag, ansonsten in Bergedorf | Curslacker Heerweg (Hamburg-Bergedorf) |
| Curslacker Neuer Deich (Lage)           | C069               | 1080 (im Stadtteil)    | Hamburger Stadtteil Curslack | 1948                            | südlicher Teil ab A 25 in Curslack | Curslacker Neuer Deich                 |
| Daniel-Hinsche-Straße (Lage)            | D034               | 0930                   | Daniel Hinsche (1771–1848), Schriftsteller und Bürgermeister in Bergedorf                                                                                               | 1949                            | vor 1949: Goethestraße | Daniel-Hinsche-Straße                  |
| Dietrich-Schreyge-Straße (Lage)         | D110               | 0145                   | Dietrich Schreyge († 1420), Offizier | 1936                            | Schreyge fiel bei der Eroberung des Bergedorfer Schlosses durch Hamburg und Lübeck. Vor 1936: Karlstraße | Dietrich-Schreyge-Straße               |
| Doktorberg (Lage)                       | D140               | 0460                   | Dr. Carsten Mathias Thode, ehemaliger kaiserlich russischer Staatschirurg                                                                                               | 1949                            | Thode starb auf diesem Weg am 3. Mai 1797 überraschend an einem Schlaganfall. Vor 1949: Hohler Weg | Doktorberg                             |
| Dreieichenweg (Lage)                    | D184               | 0255                   | nach den drei Eichen im Bergedorfer Stadtwappen | 1947                            | vor 1947: Brabandstraße und Roonstraße | Dreieichenweg                          |
| Dusiplatz (Lage)                        | D246               | 0135                   | Carl Friedrich Dusi (1860–1917), Stadtbaumeister | 1968                            | Dusi errichtete u. a. die Sternwarte und den Wasserturm in Bergedorf. Kein Platz im herkömmlichen Sinne, sondern eine Straße. | Dusiplatz                              |
| Duwockskamp (Lage)                      | D239               | 0530                   | nach einer anderen Bezeichnung für den Sumpf-Schachtelhalm | 1947                            | Die Straße ging aus der Jacobs- und der Heuerstraße hervor und hieß bis 1947 Richthofenstraße. | Duwockskamp                            |
| Dwarstwiet (Lage)                       | D241               | 0070                   | nach der Funktion als kleiner Querweg | 1949                            | niederdeutsch dwars = quer; eine Twiete ist ein kleiner Verbindungsweg zwischen zwei Straßen | Dwarstwiet                             |
| Elisabeth-Thomann-Weg (Lage)            | E143               | 0110                   | Elisabeth Thomann (1856–1919), Heimatschriftstellerin | 1949                            | bis 1949: Moltkestraße, zwischenzeitlich (ab 1922) auch Réestraße | Elisabeth-Thomann-Weg                  |
| Ellernwinkel (Lage)                     | E299               | 0405                   | nach dem norddeutschen Begriff für die Erle und dem Verlauf der Straße                                                                                                  | 1982                            | | Ellernwinkel                           |
| Erbestieg (Lage)                        | E290               | 0185                   | Albert Erbe (1868–1922), Architekt | 1979                            | Motivgruppe: „Hamburger Architekten des frühen 20. Jahrhunderts“ | Erbestieg                              |
| Ernst-Henning-Straße (Lage)             | E224               | 0585                   | Ernst Henning (1892–1931), Politiker | 1949                            | vor 1949: Walter-Flex-Straße | Ernst-Henning-Straße                   |
| Ernst-Mantius-Brücke (Lage)             | –                  | 0030                   | in Anlehnung an die Ernst-Mantius-Straße | 1923                            | überquert im Zuge der Ernst-Mantius-Straße die Bille | Ernst-Mantius-Brücke                   |
| Ernst-Mantius-Straße (Lage)             | E227               | 0440                   | Ernst Mantius (1838–1897), Politiker und Bergedorfer Bürgermeister | 1900                            | | Ernst-Mantius-Straße                   |
| Eschenhofbrücke (Lage)                  | E300               | 0080                   | nach der Lage bei der Siedlung Eschenhof | 1979                            | überquert im Zuge der Straße Pollhof die A 25 | Eschenhofbrücke                        |
| Eschenhofplatz (Lage)                   | E239               | 0120 × 20              | nach der Lage in der Siedlung Eschenhof | 1949                            | | Eschenhofplatz                         |
| Eschenhofweg (Lage)                     | E240               | 0350                   | nach der Lage in der Siedlung Eschenhof | 1935                            | | Eschenhofweg                           |
| Fiddigshagen (Lage)                     | F106               | 0295                   | nach einem Flurnamen | 1925                            | Der Begriff „Fiddig“ steht für guten, fetten Boden, ein Hagen ist ein kleines Waldstück. | Fiddigshagen                           |
| Fockenweide (Lage)                      | F288               | 0325                   | nach einem Flurnamen | 1968                            | | Fockenweide                            |
| Franz-Rohr-Weg (Lage)                   | F344               | 0140                   | Franz Rohr (1903–1986), CDU-Politiker | 2006                            | Rohr war Mitbegründer der CDU in der Bezirksversammlung Bergedorf, 18 Jahre lang deren Fraktionschef und insgesamt fast 40 Jahre kommunalpolitisch in Bergedorf tätig. Vor 2006 u. a. Gustav-Stille-Weg | Franz-Rohr-Weg                         |
| Frascatiplatz (Lage)                    | F361               | 0215 × 200× 150        | nach einem ehemaligen Gasthof gleichen Namens beim Bahnhof Bergedorf Süd                                                                                                | 2017                            | | Frascatiplatz                          |
| Freiweide (Lage)                        | F216               | 0150                   | nach einem Stück Land, auf dem Bergedorfer Bauern ihr Vieh ohne Gegenleistung weiden lassen konnten                                                                     | 1949                            | vor 1949: Feldstraße | Freiweide                              |
| Friedmannbogen (Lage)                   | F323               | 0130                   | Robert Friedmann (1888–1940), Architekt | 1979                            | Motivgruppe: „Hamburger Architekten des frühen 20. Jahrhunderts“ | Friedmannbogen                         |
| Friedrich-Frank-Bogen (Lage)            | F287               | 1170                   | Friedrich Frank (1884–1960), SPD-Politiker | 1968                            | | Friedrich-Frank-Bogen                  |
| Fritz-Manke-Weg (Lage)                  | F362               | 0360                   | Fritz Manke (1941–2014), Betriebsprüfer bei der Deutschen Rentenversicherung                                                                                            | 2018                            | Manke war von 1997 bis 2014 Mitglied der Bezirksversammlung, seit 2012 Träger des Bundesverdienstkreuzes. Fuß- und Radweg | Fritz-Manke-Weg                        |
| Fritz-Stoffert-Straße (Lage)            | F250               | 0060                   | Fritz Stoffert (1817–1910), Kaufmann und Kunstmaler | 1939                            | Stoffert erwarb sich Verdienste um die Heimatgeschichte Bergedorfs. | Fritz-Stoffert-Straße                  |
| Gerhard-Falk-Straße (Lage)              | G482               | 0150                   | Gerhard Falk (1922–1978), Kartograf und Gründer des Falk-Verlages | 1996                            | bis 1996: Im Gleisdreieck | Gerhard-Falk-Straße                    |
| Gerntkebogen (Lage)                     | G411               | 0145                   | Max Gerntke (1895–1964), Architekt | 1979                            | Motivgruppe: „Hamburger Architekten des frühen 20. Jahrhunderts“ | Gerntkebogen                           |
| Gersonweg (Lage)                        | G412               | 0210                   | Hans und Oskar Gerson (1881–1931 und 1886–1966), Architekten | 1979                            | Motivgruppe: „Hamburger Architekten des frühen 20. Jahrhunderts“ | Gersonweg                              |
| Gewerbeschulweg (Lage)                  | G502               | 0410                   | nach der Lage an den Gewerbeschulen des Berufsschulzentrums | 2013                            | Fuß- und Radweg | Gewerbeschulweg                        |
| Glaeßweg (Lage)                         | G103               | 0130                   | Gustav Glaeß (1863–1927), Kaufmann und Heimatforscher | 1949                            | vor 1949: Bülowweg | Glaeßweg                               |
| Glasbläserhöfe (Lage)                   | G503               | 0335                   | nach früher hier gelegenen Gewerbehöfen der Glasbläser | 2013                            | | Glasbläserhöfe                         |
| Glindersweg (Lage)                      | G110               | 0920                   | nach einem Flurnamen | um 1600                         | „Glinders“ meint eine Umzäunung mit Latten. | Glindersweg                            |
| Gojenbergsweg (Lage)                    | G146               | 1305                   | lt. Beckerhaus nach dem niederdeutschen Wort „Gojen“ für Papagei, auf dessen Bild bei Vogelschießen gezielt wurde                                                       | 18. Jh.                         | Hanke verweist zusätzlich auf die Bezeichnung „Goje“ als Nebenform von „gah“ („jäh“) aufgrund des jähen Abfalls zur Marsch in diesem Gebiet. | Gojenbergsweg                          |
| Grabendamm (Lage)                       | G188               | 0060                   | nach einem früher parallel zur Straße verlaufenden Graben | 1949                            | | Grabendamm                             |
| Gräpelweg (Lage)                        | G193               | 0240                   | nach der alteingesessenen Familie Gräpel | 1949                            | namentlich: Johann Gerhard Gräpel (1747–1822), Hamburger Senator, Carsten Gräpel, von 1748 bis 1765 Bürgermeister in Bergedorf, Jacob Gräpel (1743–1832), von 1795 bis 1828 ebenfalls Bürgermeister in Bergedorf; bis 1949: Hansastraße | Gräpelweg                              |
| Grasredder (Lage)                       | G206               | 0530                   | nach dem früheren Straßennamen „Grasweg“ | 1949                            | | Grasredder                             |
| Graustraße (Lage)                       | G210               | 0235                   | Carl Grau (1854–1935), langjähriger Dirigent der „Hasse-Gesellschaft“                                                                                                   | 1949                            | vor 1949: Uhlandstraße | Graustraße                             |
| Greves Garten (Lage)                    | G491               | 0185                   | Friedrich Greve, Schuhmachermeister in Bergedorf | 2007                            | 1888 erwarb Greve das Grundstück, über das die Straße verläuft. Die Bezeichnung „Greves Garten“ ist seit dem Ende des 19. Jahrhunderts gebräuchlich. | Greves Garten                          |
| Grüner Redder (Lage)                    | G312               | 0070                   | nach einem Flurnamen | 1949                            | | Grüner Redder                          |
| Hackmackbogen (Lage)                    | H758               | 0875                   | Hermann Hackmack (1895–1973), Bürgerschaftsabgeordneter | 1979                            | Hackmack war Gründer und Vorsitzender der Baugenossenschaft Bergedorf-Bille und stellvertretender Vorsitzender der Bergedorfer Bezirksversammlung. | Hackmackbogen                          |
| Hans-Förster-Bogen (Lage)               | H757               | 0420                   | Hans Förster (1885–1966), Grafiker und Schriftsteller | 1979                            | | Hans-Förster-Bogen                     |
| Hans-Freese-Weg (Lage)                  | H108               | 0335                   | Hans Freese († um 1611), Artilleriemeister des Bergedorfer Schlosses | 1949                            | Freese zeichnete 1592 die erste Karte Bergedorfs. Vor 1949: Jahnweg | Hans-Freese-Weg                        |
| Hans-Matthiessen-Straße (Lage)          | H113               | 0255                   | Hans Matthiessen (1876–1944), Leiter der Hilfsschule in Bergedorf und Bürgervertreter                                                                                   | 1949                            | | Hans-Matthiessen-Straße                |
| Hassestraße (Lage)                      | H181               | 0170                   | Johann Adolph Hasse (1699–1783), Komponist | 1901                            | | Hassestraße                            |
| Heckkatenweg (Lage)                     | H215               | 0070 (im Stadtteil)    | nach einer Grenzbefestigung mit einem Schlagbaum (Heck) | 1926                            | nördlich der Bille in Lohbrügge | Heckkatenweg                           |
| Heerwegbrücke (Lage)                    | H772               | 0060                   | in Anlehnung an den Curslacker Heerweg | 1979                            | überquert im Zuge des Curslacker Heerwegs die A 25; östliche Brückenhälfte in Curslack | Heerwegbrücke                          |
| Heinrich-Heine-Weg (Lage)               | H296               | 0260                   | Heinrich Heine (1797–1856), Dichter | 1945                            | vor 1945: Dietrich-Eckart-Weg | Heinrich-Heine-Weg                     |
| Helmut-Nack-Straße (Lage)               | H814               | 0205                   | Helmut Nack (1922–1983), Vorsitzender des DGB in Bergedorf | 1995                            | | Helmut-Nack-Straße                     |
| Hermann-Distel-Straße (Lage)            | H367               | 0465                   | Hermann Distel (1875–1945), Architekt | 1949                            | vor 1949: Bismarckstraße, zwischenzeitlich (ab 1922) auch Bebelstraße | Hermann-Distel-Straße                  |
| Hermann-Löns-Höhe (Lage)                | H369               | 0465                   | Hermann Löns (1866–1914), Journalist und Schriftsteller | 1927                            | | Hermann-Löns-Höhe                      |
| Heulandhagen (Lage)                     | H411               | 0410                   | nach einer Flurbezeichnung | 1925                            | | Heulandhagen                           |
| Heysestraße (Lage)                      | H419               | 0225                   | Paul Heyse (1830–1914), Schriftsteller | 1949                            | vor 1949: Beethovenstraße | Heysestraße                            |
| Hinterm Graben (Lage)                   | H459               | 0215                   | nach der Lage beim Blickgraben | 1467                            | früher: Bei dem Graben | Hinterm Graben                         |
| Hoffmann-von-Fallersleben-Straße (Lage) | H520               | 0210                   | August Heinrich Hoffmann von Fallersleben (1798–1874), Dichter | 1927                            | | Hoffmann-von-Fallersleben-Straße       |
| Holtenklinker Brücke (Lage)             | –                  | 0020                   | in Anlehnung an die Holtenklinker Straße | 1961                            | überquert im Zuge des Curslacker Heerwegs die Alte Brookwetterung; lt. Straßenverzeichnis sowohl in Bergedorf als auch in Curslack verlaufend, lt. Grundkarte ausschließlich in Bergedorf | Holtenklinker Brücke                   |
| Holtenklinker Straße (Lage)             | H595               | 1510                   | nach dem Schlagbaum „Holtenklinke“ als Sperrung zum Curslacker Heerweg                                                                                                  | 1949                            | vor 1949: Brunnenstraße | Holtenklinker Straße                   |
| Holzhude (Lage)                         | H609               | 0060                   | nach dem ehemaligen Lösch- und Ladeplatz der Bergedorfer Schiffe | 1936                            | | Holzhude                               |
| Hude (Lage)                             | H655               | 0035                   | nach dem Weg zur Holzhude | 1945                            | | Hude                                   |
| Hulbepark (Lage)                        | H680               | 0350                   | Georg Hulbe (1851–1917), Buchbinder und Lederkunsthandwerker | 1951                            | vor 1951: Nebenweg 1 des Doktorbergs | Hulbepark                              |
| Ida-Boy-Ed-Straße (Lage)                | I002               | 0200                   | Ida Boy-Ed (1852–1928), Schriftstellerin | 1927                            | | Ida-Boy-Ed-Straße                      |
| In der Hörn (Lage)                      | I082               | 0425                   | nach einem bereits 1734 erwähnten Flurnamen für einen abgelegenen Winkel                                                                                                | 1925                            | | In der Hörn                            |
| Johann-Adolf-Hasse-Platz (Lage)         | J142               | 0070 × 60              | Johann Adolph Hasse (1699–1783), Komponist | 1999                            | | Johann-Adolf-Hasse-Platz               |
| Justus-Brinckmann-Straße (Lage)         | J108               | 1140                   | Justus Brinckmann (1843–1915), Mitbegründer des Museums für Kunst und Gewerbe in Hamburg                                                                                | 1947                            | Die Straße entstand aus der Zusammenfassung dreier anderer Straßen, nämlich der Rathenau- und der Hindenburgstraße sowie des Jungfernstiegs. | Justus-Brinckmann-Straße               |
| Kaiser-Wilhelm-Platz (Lage)             | K019               | 0050 × 35× 35          | Wilhelm I. (1797–1888) | 1891                            | | Kaiser-Wilhelm-Platz                   |
| Kampdeich (Lage)                        | K050               | 0170                   | nach einem Flurnamen | 1908                            | | Kampdeich                              |
| Kampweg (Lage)                          | K581               | 0170                   | nach der ehemaligen Flurbezeichnung „Bergedorfer Kamp“ | 1983                            | | Kampweg                                |
| Karbergweg (Lage)                       | K572               | 0235                   | Bruno Karberg (1896–1967), Maler und Grafiker | 1979                            | | Karbergweg                             |
| Karl-Heinz-Rissmann-Weg (Lage)          | K                  | 1070 (im Stadtteil)    | Karl-Heinz Rissmann (1934–2007), Industriekaufmann und SPD-Politiker | 2019                            | Rissmann erwarb sich hohe Verdienste um den Stadtteil, war seit 2003 Träger der Medaille für treue Arbeit im Dienste des Volkes. Fußweg, westlicher Teil in Billwerder | Karl-Heinz-Rissmann-Weg                |
| Karlshof (Lage)                         | K530               | 0260                   | nach dem früher hier gelegenen Bauernhof gleichen Namens | 1968                            | | Karlshof                               |
| Katendeich (Lage)                       | K095               | 0630                   | nach dem ehemaligen Deich gleichen Namens | 1924                            | | Katendeich                             |
| Kiehnshecken (Lage)                     | K156               | 0205                   | nach der Familie Kiehn, den Vorbesitzern des Geländes | 1949                            | | Kiehnshecken                           |
| Kienenhagen (Lage)                      | K167               | 0470                   | nach einer Flurbezeichnung, von einem früheren Besitzer Kien abgeleitet                                                                                                 | 1925                            | | Kienenhagen                            |
| Kirchhofsweg (Lage)                     | K197               | 0095                   | nach dem ersten Zugangsweg zum alten Friedhof | nicht bekannt                   | | Kirchhofsweg                           |
| Klaus-Schaumann-Straße (Lage)           | K216               | 0880                   | Klaus Schaumann (1807–1880), früherer Besitzer des Kämmereigutes Nettelnburg                                                                                            | 1925                            | | Klaus-Schaumann-Straße                 |
| Klophausring (Lage)                     | K571               | 0270                   | Rudolf Klophaus (1885–1957), Architekt | 1979                            | Motivgruppe: „Hamburger Architekten des frühen 20. Jahrhunderts“ | Klophausring                           |
| Klosterhagen (Lage)                     | K274               | 0330                   | nach einem Flurnamen | 1949                            | Vermutlich gehörte das Gelände früher dem Kloster Reinbek. Vor 1949: Heinrichstraße | Klosterhagen                           |
| Krapphofstraße (Lage)                   | K573               | 0250                   | nach einer Kattunfabrik, die hier einen roten Farbstoff, Krapp, herstellte                                                                                              | 1979                            | | Krapphofstraße                         |
| Kupferhof (Lage)                        | K509               | 0045                   | nach einem ehemaligen, hier seit 1613 in Betrieb befindlichen Kupferhammer für eine Schmelzmühle                                                                        | 17. Jh.                         | | Kupferhof                              |
| Kurt-A.-Körber-Chaussee (Lage)          | K623               | 1130                   | Kurt A. Körber (1909–1992), Unternehmer | 1998                            | Ehemals Kampchaussee | Kurt-A.-Körber-Chaussee                |
| Ladenbeker Furtweg (Lage)               | L005               | 1125 (im Stadtteil)    | Ladenbek, Ortsteil von Lohbrügge | 1926                            | nördlich der Bille in Lohbrügge | Ladenbeker Furtweg                     |
| Lampenland (Lage)                       | L019               | 0165                   | nach einer ortsüblichen Bezeichnung | 1949                            | Der Bergedorfer Amtmann Hinrich von Calvern schenkte der Kirche 1491 ein Stück Land, das zum Unterhalt einer „ewigen Lampe“ auf dem Kirchenaltar diente. | Lampenland                             |
| Lamprechtstraße (Lage)                  | L021               | 0335                   | Diedrich Philipp August Lamprecht (1796–1882), Bürgermeister von Bergedorf                                                                                              | 1887                            | | Lamprechtstraße                        |
| Lehfeld (Lage)                          | L344               | 0350                   | möglicherweise nach dem Begriff „Lech“ für (Wasser-)Lache, da das Gelände als Speicherraum für Hochwasser der Oberbille diente                                          | 1973                            | | Lehfeld                                |
| Lindenbergweg (Lage)                    | L185               | 0140                   | Johann Bernhard Wilhelm Lindenberg (1781–1851), Jurist und Botaniker | 1955                            | | Lindenbergweg                          |
| Lundtweg (Lage)                         | L363               | 0185                   | Werner Lundt (1859–1938), Architekt | 1979                            | Motivgruppe: „Hamburger Architekten des frühen 20. Jahrhunderts“ | Lundtweg                               |
| Michel-Nathan-Weg (Lage)                | M452               | 0115                   | Michel Nathan (* 1812, Todesdatum unbekannt), Manufakturwarenhändler | 2014                            | Nathan errichtete gemeinsam mit seinem Bruder Heinrich 1854 eine Glashütte am Schleusengraben und somit die erste Fabrik in Bergedorf. | Michel-Nathan-Weg                      |
| Mohnhof (Lage)                          | M233               | 0120                   | nach dem ursprünglichen Mahnhof, dessen Besitzer vermutlich Mahn hieß                                                                                                   | 17. Jh.                         | | Mohnhof                                |
| Möllers Kamp (Lage)                     | M218               | 0275                   | Claus Möller (1735–1770), Vorbesitzer des Geländes | 1949                            | vor 1949: Karolinenstraße | Möllers Kamp                           |
| Möörkenweg (Lage)                       | M225               | 0775                   | nach einer Flurbezeichnung | 1904                            | „Möörken“ ist das Diminutiv von „Moor“. | Möörkenweg                             |
| Nettelnburger Brücke (Lage)             | N216               | 0070                   | nach der Funktion im Zuge des Nettelnburger Landwegs bei der Anschlussstelle Hamburg-Nettelnburg über die A 25 führend                                                  | 1979                            | lt. Straßenverzeichnis auch in Neuallermöhe und Bergedorf, lt. Grundkarte nur in Allermöhe | Nettelnburger Brücke                   |
| Nettelnburger Kirchenweg (Lage)         | N039               | 0530                   | nach der Funktion zur Nettelnburger Kirche führend | 1957                            | | Nettelnburger Kirchenweg               |
| Nettelnburger Landweg (Lage)            | N218               | 1545 (im Stadtteil)    | Bergedorfer Ortsteil Nettelnburg | 1978                            | lt. Straßenverzeichnis nur in Bergedorf und Neuallermöhe, lt. Grundkarte südlich der Nettelnburger Brücke in Allermöhe, nördlich davon westliche Straßenhälfte in Neuallermöhe, östliche in Bergedorf | Nettelnburger Landweg                  |
| Nettelnburger Straße (Lage)             | N040               | 1090                   | nach der Lage im Bergedorfer Ortsteil Nettelnburg | 1924                            | | Nettelnburger Straße                   |
| Neuer Weg (Lage)                        | N066               | 0500                   | in Anlehnung an den seit 1925 existierenden Namen „Neue Straße“ | 1949                            | | Neuer Weg                              |
| Oberer Landweg (Lage)                   | O006               | 1420                   | nach der Funktion als einer von drei Verbindungswegen zwischen Elbe und Bille                                                                                           | 1912                            | siehe auch Mittlerer Landweg und Unterer Landweg in Billwerder | Oberer Landweg                         |
| Otto-Möller-Platz (Lage)                | O                  | 0040 × 35× 30          | Otto Möller (1888–1945), Widerstandskämpfer gegen den Nationalsozialismus                                                                                               | 2024                            | vormals Elingiusplatz; die Umbenennung erfolgte aufgrund einer Studie zum Umgang mit NS-belasteten Straßennamen in Hamburg | Elingiusplatz                          |
| Paalzowweg (Lage)                       | P003               | 0295                   | Franz Wilhelm Ludwig Paalzow (1816–1899), Postdirektor | 1949                            | Paalzow gründete in Bergedorf das beiderstädtische Postamt (Hamburg/Lübeck); vor 1949: Fritz-Reuter-Straße. | Paalzowweg                             |
| Pannerweg (Lage)                        | P018               | 0095                   | nach dem Begriff „Panner“ für „Pfand“ | 1956                            | Es handelte sich um einen Grenzweg, an dem geschmuggelte Ware als Pfand bis zur Zahlung der Ware oder einer Geldstrafe zurückgehalten wurde. | Pannerweg                              |
| Paul-Wenck-Weg (Lage)                   | P                  | 0160 (im Stadtteil)    | Paul Wenck (1873–1930), Generaldirektor der Bergedorfer Eisenwerke | 2020                            | Fuß- und Radweg; ab Mitte der Bille westlicher Teil in Lohbrügge | Paul-Wenck-Weg                         |
| Pfingstberg (Lage)                      | P103               | 0475                   | nach einem bereits 1690 erwähnten Flurnamen, der möglicherweise auf die „Pfingsthöge“, ein damaliges Volksfest, zurückgeht                                              | 1949                            | niederdeutsch högen = freuen; vor 1949: Hochallee | Pfingstberg                            |
| Pollhof (Lage)                          | P156               | 0715                   | nach einem gleichnamigen, ehemaligen Bauernhof | 1928                            | | Pollhof                                |
| Pollhofsbrücke (Lage)                   | –                  | 0005                   | in Anlehnung an die Straße Pollhof | 1928                            | überquert kurz vor dem Brookdeich die Alte Brookwetterung | Pollhofsbrücke                         |
| Puritzweg (Lage)                        | P240               | 0120                   | Walther Puritz (1882–1957), Architekt | 1979                            | Puritz entwarf gemeinsam mit Emil Schaudt u. a. das Curiohaus. Motivgruppe: „Hamburger Architekten des frühen 20. Jahrhunderts“ | Puritzweg                              |
| Püttenhorst (Lage)                      | P211               | 0985                   | nach einem Flurnamen | 1925                            | | Püttenhorst                            |
| Randersweide (Lage)                     | R042               | 0810 (im Stadtteil)    | nach einem Flurnamen | 1932                            | südlich der A 25 in Allermöhe | Randersweide                           |
| Randersweidebrücke (Lage)               | –                  | 0025                   | in Anlehnung an die Randersweide | 1932                            | überquert die Kampbille und verbindet den Weidenbaumsweg mit der Randersweide | Randersweidebrücke                     |
| Reeperstieg (Lage)                      | R084               | 0060                   | nach den ehemals hier gelegenen Arbeitsstätten der Seilmacher, auch Reepschläger genannt                                                                                | 1949                            | vor 1949: Reeperbahn | Reeperstieg                            |
| Reetwerder (Lage)                       | R092               | 0380                   | nach einer Flurbezeichnung | 1949                            | „Reetwerder“ meint eine mit Reet bewachsene Flussinsel. Vor 1949: Bahnstraße. | Reetwerder                             |
| Reimboldweg (Lage)                      | R123               | 0110                   | Johannes Reimbold (1645–1713), von 1677 bis 1713 Amtsverwalter in Bergedorf                                                                                             | 1956                            | | Reimboldweg                            |
| Reinbeker Weg (Lage)                    | R128               | 1025                   | Reinbek, Stadt in Schleswig-Holstein | 1818                            | | Reinbeker Weg                          |
| Rektor-Ritter-Straße (Lage)             | R146               | 0405                   | Georg Friedrich Ritter (1800–1879), Rektor der Stadtschule | 1949                            | Ritter hat sich in vielfacher Weise um Bergedorf verdient gemacht, so war er Gründungsmitglied der Bergedorfer Liedertafel und des Bürgervereins. Vor 1949: Ritter- und Sillemstraße. | Rektor-Ritter-Straße                   |
| Richard-Gödeke-Weg (Lage)               | R445               | 0320                   | Richard Gödeke (1894–1981), vor 1933 Vorsitzender der Gemeinnützigen Siedlung „Nettelnburg“                                                                             | 1994                            | | Richard-Gödeke-Weg                     |
| Rothenhauschaussee (Lage)               | R320               | 2100                   | nach einem früher hier gelegenen Zoll- und Forsthaus, „Das Rothe Haus“ genannt                                                                                          | vor 1936                        | Im Jahre 1609 erbaut, lag es an der Grenze zum Herzogtum Sachsen-Lauenburg. | Rothenhauschaussee                     |
| Saarstraße (Lage)                       | S005               | 0145                   | Saar, Fluss in Frankreich und Deutschland | 1935                            | | Saarstraße                             |
| Sachsentor (Lage)                       | S009               | 0370                   | nach dem ehemaligen Stadttor zum Herzogtum Sachsen-Lauenburg führend | 1949                            | vor 1949: Große Straße und Sachsenstraße | Sachsentor                             |
| Sander Damm (Lage)                      | S027               | 1075 (im Stadtteil)    | nach dem Dorf Sande, dem Ursprung von Lohbrügge | 1986                            | Ab ca. 35 Meter südlich der Bergedorfer Straße geht die Straße nach Lohbrügge über. | Sander Damm                            |
| Sander Straße (Lage)                    | S028               | 0400                   | nach dem Dorf Sande, dem Ursprung von Lohbrügge | 1887                            | | Sander Straße                          |
| Schillerufer (Lage)                     | S163               | 0310                   | Friedrich Schiller (1759–1805), Dichter | 1927                            | | Schillerufer                           |
| Schlebuschweg (Lage)                    | S130               | 0460                   | nach der Familie Schlebusch, die diese Straße anlegte | 1887                            | Prominente Familienmitglieder waren die Bergedorfer Ratsherren Carl (1781–1852) und Iwan Schlebusch (1805–1885). | Schlebuschweg                          |
| Schleusengrabenbrücke (Lage)            | –                  | 0035                   | nach der Funktion | 1956                            | überquert im Zuge der Bergedorfer Straße den Schleusengraben | Schleusengrabenbrücke                  |
| Schmidtweg (Lage)                       | S237               | 0110                   | Bernhard Schmidt (1879–1935), Optiker | 1955                            | | Schmidtweg                             |
| Schuldorffstraße (Lage)                 | S311               | 0180                   | Hermann Schuldorff (1584–1657), Amtsverwalter in Bergedorf | 1950 (Hanke) 1956 (Beckershaus) | | Schuldorffstraße                       |
| Schulenbrooksweg (Lage)                 | S313               | 1105                   | nach einem 1491 erwähnten Wasserlauf, Schulenbrook genannt | 1945                            | | Schulenbrooksweg                       |
| Schwaßmannhöhe (Lage)                   | S                  | 1000                   | Arnold Schwassmann (1870–1964), Astronom | 2024                            | Wanderweg zwischen Hermann-Löns-Höhe entlang der Sternwarte und dem Neuen Bergedorfer Friedhof; vormals Schorrhöhe. Die Umbenennung erfolgte aufgrund einer Studie zum Umgang mit NS-belasteten Straßennamen in Hamburg. | Schorrhöhe                             |
| Sellschopstieg (Lage)                   | S401               | 0130                   | nach der seit dem 16. Jahrhundert in Bergedorf ansässigen Familie Sellschop                                                                                             | 1949                            | vor 1949: Klaus-Groth-Straße | Sellschopstieg                         |
| Serrahnbrücke (Lage)                    | –                  | 0015                   | in Anlehnung an die Serrahnstraße | nicht bekannt                   | überquert im Zuge der Alten Holstenstraße den Serrahn | Serrahnbrücke                          |
| Serrahnstraße (Lage)                    | S409               | 0140                   | nach dem Begriff „Serrahn“ für einen Wasserstau mit Freischützen | 1217 (Beckershaus) 1902 (Hanke) | Freischützen dienten zur Regulierung der Wassermenge. Das 1217 hier angelegte Stauwehr existiert noch heute. | Serrahnstraße                          |
| Sichter (Lage)                          | S417               | 0490                   | nach dem Begriff „Sichter“ für hölzerne Wassergerinne unter sumpfigen Wegen                                                                                             | 1947                            | vor 1947: Lübecker Straße und Hauptmannstraße | Sichter                                |
| Soltaustraße (Lage)                     | S486               | 0275                   | Dietrich Wilhelm Soltau (1745–1827), Schriftsteller | 1949                            | vor 1949: Gärtnerstraße | Soltaustraße                           |
| Speckenweg (Lage)                       | S533               | 0525 (im Stadtteil)    | nach einer Flurbezeichnung, der Speckenweg war ursprünglich ein Bohlenweg über mooriges Gelände (ndt. Speeken = Speichen im Sinne von Knüppeln)                         | um 1837                         | östliche Grundstücke in Altengamme, sonst in Bergedorf, insbesondere die komplette Straßenfläche | Speckenweg                             |
| Speckenwegbrücke (Lage)                 | S895               | 0060                   | nach der Bestimmung, führt im Zuge des Speckenwegs über die A 25 | 1979                            | lt. Straßen- und Gebietsverzeichnis nur in Bergedorf, lt. Grundkarte rechter Brückenrand auf Altengammer Gebiet verlaufend | Speckenwegbrücke                       |
| Spieringstraße (Lage)                   | S545               | 0170                   | Andreas Spiering (1842–1914), Handelsgärtner und Heimatforscher | 1949                            | Spiering gründete das Bergedorfer Heimatmuseum. Vor 1949: Am Birkenhain. | Spieringstraße                         |
| Steinkamp (Lage)                        | S646               | 0260                   | nach einem Flurnamen | 1921                            | | Steinkamp                              |
| Stuhlrohrstraße (Lage)                  | S773               | 0275                   | nach der früher hier befindlichen Stuhlrohrfabrik Rud. Sievers GmbH & Co.                                                                                               | 1949                            | vor 1949: Friedrichstraße | Stuhlrohrstraße                        |
| Töpferhof (Lage)                        | T121               | 0100                   | nach einer ehemaligen, hier gelegenen Töpferei | 1949                            | vor 1949: Südstraße | Töpferhof                              |
| Töpfertwiete (Lage)                     | T123               | 0170                   | nach einer ehemaligen, hier gelegenen Töpferei | 1949                            | | Töpfertwiete                           |
| Unterm Heilbrunnen (Lage)               | U033               | 0060                   | nach einem Heilbrunnen, der zu Beginn des 18. Jahrhunderts an der Holtenklinker Straße entdeckt worden war                                                              | 1949                            | | Unterm Heilbrunnen                     |
| Vierlandenstraße (Lage)                 | V043               | 0495                   | nach der Funktion in die Vier- und Marschlande führend | 1936                            | | Vierlandenstraße                       |
| Vierländer Brücke (Lage)                | V136               | 0080 (im Stadtteil)    | nach Lage und Funktion von Bergedorf in die Vierlande führend | 1979                            | überquert im Zuge der Straße Curslacker Neuer Deich die A 25; teilweise in Curslack | Vierländer Brücke                      |
| Vinhagenweg (Lage)                      | V048               | 0100                   | Rothard Vinhagen, von 1657 bis 1677 Amtsverwalter in Bergedorf | 1949                            | | Vinhagenweg                            |
| Von-Anckeln-Straße (Lage)               | V090               | 0345                   | nach der alten Bergedorfer Familie von Anckeln | 1949                            | Michael von Anckeln († 1691) und sein Sohn Friedrich Claus von Anckeln († 1721) waren Bergedorfer Bürgermeister. Vor 1949: Blücherstraße, ab 1922 zeitweise auch Rathenaustraße | Von-Anckeln-Straße                     |
| Wachsbleiche (Lage)                     | W002               | 0115                   | nach einer Wachsbleiche, einem der ersten Fabrikunternehmen am Schleusengraben                                                                                          | 1945                            | | Wachsbleiche                           |
| Wehrdeich (Lage)                        | W125               | 0845                   | nach einem Deich zum Schutz Nettelnburgs gegen die Kampbille | 1924                            | | Wehrdeich                              |
| Weidenbaumsweg (Lage)                   | W131               | 1390                   | nach einem ehemaligen Schlagbaum | 1949                            | vor 1949: Kampstraße | Weidenbaumsweg                         |
| Wentorfer Straße (Lage)                 | W171               | 1470                   | Wentorf bei Hamburg, Gemeinde im schleswig-holsteinischen Kreis Herzogtum Lauenburg                                                                                     | 1837                            | | Wentorfer Straße                       |
| Werner-Neben-Platz (Lage)               | W513               | 0080 × 75 × 50 × 25    | Werner Neben (1908–2000), Mitbegründer und Geschäftsführer der Gemeinnützigen Baugenossenschaft Bergedorf-Bille, die maßgeblich am Bau von Bergedorf-West beteiligt war | 2003                            | Darüber hinaus saß Neben 25 Jahre für die SPD in der Bergedorfer Bezirksversammlung und war davon 12 Jahre deren Vorsitzender. | Werner-Neben-Platz                     |
| Wetteringe (Lage)                       | W205               | 0095                   | nach der mittelniederdeutschen Bezeichnung „Wetteringe“ für Wetterung                                                                                                   | 1945                            | | Wetteringe                             |
| Wiebekingweg (Lage)                     | W224               | 0140                   | Laurens Wiebeking († 1734), von 1713 bis 1734 Amtsverwalter in Bergedorf                                                                                                | 1949                            | vor 1949: Kuhberg | Wiebekingweg                           |
| Wiesnerring (Lage)                      | W250               | 0840                   | Wilhelm Wiesner (1868–1934), Politiker und Bürgermeister von Bergedorf                                                                                                  | 1960                            | | Wiesnerring                            |
| Wilhelm-Bergner-Straße (Lage)           | W471               | 0160 (im Stadtteil)    | Wilhelm Bergner (1835–1905), Industrieller | 1984                            | Ca. 30 Meter hinter der Überquerung der Bille setzt die Straße sich auf Lohbrügger Gebiet fort. | Wilhelm-Bergner-Straße                 |
| Wöhleckebogen (Lage)                    | W458               | 0235                   | Rudolf Wöhlecke, Architekt | 1979                            | Möglicherweise ist Otto Wöhlecke (1872–1920) gemeint, der in der Altonaer Architektengemeinschaft Raabe & Wöhlecke tätig war. Beckershaus führt an, dass Rudolf Wöhlecke am Bau der St. Pauli Landungsbrücken und dem Alten Elbtunnel beteiligt war, dies war jedoch Otto Wöhlecke. Motivgruppe: „Hamburger Architekten des frühen 20. Jahrhunderts“ | Wöhleckebogen                          |
| Zollamtsbogen (Lage)                    | Z090               | 0350                   | nach dem ehemaligen, am Weidenbaumsweg gelegenen Zollamt Hamburg-Bergedorf                                                                                              | 2009                            | | Zollamtsbogen                          |